# Liffe 2019
30. Ljubljanski mednarodni filmski festival bo potekal od 13. do 24. novembra 2019 v Ljubljani (Cankarjev dom – Linhartova in Kosovelova dvorana, Kinodvor, Slovenska kinoteka, Kino Komuna in Kino Bežigrad), pa tudi v Mariboru (MariBOX kino), Celju (Mestni kino Metropol Celje) in Novem mestu (Anton Podbevšek teater).
Ljubljanskim prizoriščem se je pridružil Kino Bežigrad. Festival bo obiskal milijonti obiskovalec.
Otvoritveni film bo Tommaso Abela Ferrare.

## Nagrade
| Nagrada                                 | Film                                                            | Režiser           |
| --------------------------------------- | --------------------------------------------------------------- | ----------------- |
| vodomec                                 | Prekla / Dilda (Дылда)                                          | Kantemir Balagov  |
| najboljši kratki film                   | Lani, ko je vlak šel mimo / L'an dernier quand le train passait | Pang-Chuan Huang  |
| nagrada FIPRESCI                        | Monos                                                           | Alejandro Landes  |
| zmaj                                    | Vsak dan je dober dan / Nichinichi Kore Kojitsu (日々是好日)    | Tatsushi Ohmori   |
| nagrada žirije Art kino mreže Slovenije | Ema                                                             | Pablo Larraín     |
| nagrada mladinske žirije Kinotrip       | Medtem ko vas ni bilo / Sorry We Missed You                     | Ken Loach         |
| Posebne omembe                          |                                                                 |                   |
| vodomec                                 | Angelo                                                          | Markus Schleinzer |
| vodomec                                 | Lara                                                            | Jan-Ole Gerster   |
| najboljši kratki film                   | Božično darilo / Cadoul de Craciun                              | Bogdan Muresanu   |

Za nagrado žirije Art kino mreže Slovenije so se potegovali filmi:
- Foter
- Zbogom, sin moj
- Prekla
- Ema
- Izdajalec

- Fotograf
- Sinonimi
- Razbijalka sistema
- Konje krast
- Zombi otrok

Za nagrado mladinske žirije Kinotrip so se potegovali filmi:
- Monos
- Danska
- Mlečni zobje
- Leto svobode
- Medtem ko vas ni bilo

Žirije
- vodomčeva žirija
  -  Alexander Horwath
  -  Labina Mitevska
  -  Sonja Prosenc

- nagrada za najboljši kratki film
  -  Ivan Bakrač
  -  Andraž Jerič
  -  Marina Kožul

- nagrada FIPRESCI
  -  Bernard Besserglik
  -  Dina Pokrajac
  -  Sanja Struna

- nagrada Art kino mreže Slovenije
  - Anja Bajda
  - Tim Božič
  - Staš Stermecki

- Kinotripova mladinska žirija
  - Uma Hajsinger
  - Iva Katušin
  - Nika Oblak
  - Eva Palčič
  - Nina Škerlep

Zmaj
Za nagrado občinstva se potegujejo izbrani filmi, ki še nimajo distribucijske licence za Slovenijo. Glasovanje je potekalo le na ljubljanskih prizoriščih 30. Liffa: v Cankarjevem domu, Kinodvoru, Kinu Komuna in Kinu Bežigrad. Med 23 filmi je najvišjo povprečno oceno (4,64) prejel film Vsak dan je dober dan.
| Glasovanje za nagrado zmaj            | Glasovanje za nagrado zmaj |
| Film                                  | Ocena                      |
| ------------------------------------- | -------------------------- |
| Vsak dan je dober dan                 | 4,64                       |
| Marianne & Leonard: Ljubezenske pesmi | 4,60                       |
| Nerešeni primer Daga Hammarskjölda    | 4,56                       |
| O, čudovita noč                       | 4,55                       |
| Gangster, policist, hudič             | 4,53                       |
| Bacurau                               | 4,43                       |
| Joel                                  | 4,06                       |
| Družinska romanca d.o.o.              | 4,03                       |
| Dnevi, ki prihajajo                   | 4,00                       |
| Agova hiša                            | 3,94                       |
| Semiš jakna                           | 3,89                       |
| Nočna izmena                          | 3,84                       |
| Danska                                | 3,82                       |
| Monos                                 | 3,80                       |
| Gospodov glas                         | 3,69                       |
| Leto svobode                          | 3,62                       |
| Ray in Liz                            | 3,49                       |
| Božanska ljubezen                     | 3,46                       |
| Spominek                              | 3,38                       |
| Odpelji me na lepše                   | 3,37                       |
| Vitalina Varela                       | 3,36                       |
| Angelo                                | 3,01                       |
| Zastrupljeni zombiji                  | 3,00                       |

## Filmi

### Perspektive
| Film                         | Izvirni naslov               | Režija             | Država                                                 | Leto | Jezik       |
| ---------------------------- | ---------------------------- | ------------------ | ------------------------------------------------------ | ---- | ----------- |
| Angelo                       | Angelo                       | Markus Schleinzer  | Avstrija · Luksemburg                                  | 2018 | nem./fr.    |
| Bik                          | Bull                         | Annie Silverstein  | Združene države Amerike                                | 2019 | angl.       |
| Lara                         | Lara                         | Jan-Ole Gerster    | Nemčija                                                | 2019 | nem.        |
| Monos                        | Monos                        | Alejandro Landes   | Kolumbija · Argentina · Nizozemska · Švedska · Nemčija | 2019 | špan./angl. |
| Naše matere                  | Nuestras madres              | César Díaz         | Gvatemala · Belgija · Francija                         | 2019 | špan.       |
| Prekla                       | Dilda (Дылда)                | Kantemir Balagov   | Rusija                                                 | 2019 | rus.        |
| Ray in Liz                   | Ray & Liz                    | Richard Billingham | Združeno kraljestvo Velike Britanije in Severne Irske  | 2018 | angl.       |
| Razbijalka sistema           | Systemsprenger               | Nora Fingscheidt   | Nemčija                                                | 2019 | nem.        |
| Šivi                         | Šavovi                       | Miroslav Terzić    | Srbija · Slovenija · Hrvaška · Bosna in Hercegovina    | 2019 | srb.        |
| Zgodbe iz kostanjevih gozdov | Zgodbe iz kostanjevih gozdov | Gregor Božič       | Slovenija · Italija                                    | 2019 | it./slov.   |

### Predpremiere
| Film                             | Izvirni naslov                      | Režija                       | Država                                                                     | Leto | Jezik           |
| -------------------------------- | ----------------------------------- | ---------------------------- | -------------------------------------------------------------------------- | ---- | --------------- |
| Bog obstaja, ime ji je Petrunija | Gospod postoi, imeto i'e Petrunija  | Teona Strugar Mitevska       | Makedonija · Slovenija · Hrvaška · Belgija · Francija                      | 2019 | mak.            |
| Fotograf                         | Photograph                          | Ritesh Batra                 | Indija · Nemčija · Združene države Amerike                                 | 2019 | hind./angl.     |
| Izdajalec                        | Il Traditore                        | Marco Bellocchio             | Italija · Francija · Brazilija · Nemčija                                   | 2019 | it./port./angl. |
| Jaz sem Frenk                    | Jaz sem Frenk                       | Metod Pevec                  | Slovenija · Hrvaška · Makedonija                                           | 2019 | slov.           |
| Jezero (1. in 2. del)            | Jezero (1. in 2. del)               | Klemen Dvornik, Matevž Luzar | Slovenija                                                                  | 2019 | slov.           |
| Judy                             | Judy                                | Rupert Goold                 | Združeno kraljestvo Velike Britanije in Severne Irske                      | 2019 | angl.           |
| Konje krast                      | Ut og stjæle hester                 | Hans Petter Moland           | Norveška · Švedska · Danska                                                | 2019 | nor.            |
| Medtem ko vas ni bilo            | Sorry We Missed You                 | Ken Loach                    | Združeno kraljestvo Velike Britanije in Severne Irske · Francija · Belgija | 2019 | angl.           |
| Mladi Ahmed                      | Le Jeune Ahmed                      | Jean-Pierre & Luc Dardenne   | Belgija · Francija                                                         | 2019 | fr./arab.       |
| Mleko                            | Mjölk / Héraðið                     | Grímur Hákonarson            | Islandija                                                                  | 2019 | isl.            |
| Modrček                          | The Bra                             | Veit Helmer                  | Azerbajdžan · Nemčija                                                      | 2018 | —               |
| Moj najboljši profil             | Celle que vous croyez               | Safy Nebbou                  | Francija · Belgija                                                         | 2019 | fr.             |
| Nesrečniki                       | Les Misérables                      | Ladj Ly                      | Francija                                                                   | 2019 | fr.             |
| Nevidno življenje Evridike       | A Vida Invisível de Eurídice Gusmao | Karim Aïnouz                 | Brazilija · Nemčija                                                        | 2019 | port.           |
| O neskončnosti                   | Om det oändliga                     | Roy Andersson                | Švedska · Nemčija · Norveška                                               | 2019 | šved.           |
| Obtožujem!                       | J'accuse                            | Roman Polanski               | Francija · Italija                                                         | 2019 | fr.             |
| Parazit                          | Gisaengchung (기생충)               | Bong Joon-ho                 | Južna Koreja                                                               | 2019 | kor.            |
| Portret mladenke v ognju         | Portrait de la jeune fille en feu   | Céline Sciamma               | Francija                                                                   | 2019 | fr./it.         |
| Resnica                          | La vérité                           | Kore-eda Hirokazu            | Francija · Japonska                                                        | 2019 | fr./angl.       |
| Sinonimi                         | Synonymes                           | Nadav Lapid                  | Izrael · Francija · Nemčija                                                | 2019 | hebr./fr./angl. |

### Kralji in kraljice
| Film                                  | Izvirni naslov                    | Režija                                   | Država                                                                                             | Leto | Jezik            |
| ------------------------------------- | --------------------------------- | ---------------------------------------- | -------------------------------------------------------------------------------------------------- | ---- | ---------------- |
| Bacurau                               | Bacurau                           | Kleber Mendonça Filho, Juliano Dornelles | Brazilija · Francija                                                                               | 2019 | port./angl.      |
| Družinska romanca d.o.o.              | Family Romance, LLC               | Werner Herzog                            | Združene države Amerike · Nemčija                                                                  | 2019 | jap.             |
| Ema                                   | Ema                               | Pablo Larraín                            | Čile                                                                                               | 2019 | špan.            |
| Gospodov glas                         | Az Úr hangja                      | György Pálfi                             | Madžarska · Francija · Kanada · Združene države Amerike · Švedska                                  | 2018 | angl./madž.      |
| Leto svobode                          | Das freiwillige Jahr              | Ulrich Köhler, Henner Winckler           | Nemčija                                                                                            | 2019 | nem.             |
| Lillian                               | Lillian                           | Andreas Horvath                          | Avstrija                                                                                           | 2019 | rus./angl.       |
| Luč mojega življenja                  | Light of My Life                  | Casey Affleck                            | Združene države Amerike                                                                            | 2019 | angl.            |
| Marianne & Leonard: Ljubezenske pesmi | Marianne & Leonard: Words of Love | Nick Broomfield                          | Združeno kraljestvo Velike Britanije in Severne Irske · Združene države Amerike                    | 2019 | angl./nor.       |
| Skrito življenje                      | A Hidden Life                     | Terrence Malick                          | Združene države Amerike · Nemčija                                                                  | 2019 | angl./nem.       |
| Spominek                              | The Souvenir                      | Joanna Hogg                              | Združeno kraljestvo Velike Britanije in Severne Irske · Združene države Amerike                    | 2019 | angl.            |
| Svetilnik                             | The Lighthouse                    | Robert Eggers                            | Združene države Amerike · Kanada                                                                   | 2019 | angl.            |
| Svoboda                               | Liberté                           | Albert Serra                             | Španija · Francija · Portugalska                                                                   | 2019 | fr./nem./it.     |
| To morajo biti nebesa                 | It Must Be Heaven                 | Elia Suleiman                            | Palestinska ozemlja · Francija · Nemčija · Turčija                                                 | 2019 | arab./angl./fr.  |
| Tommaso                               | Tommaso                           | Abel Ferrara                             | Italija · Grčija · Združene države Amerike · Združeno kraljestvo Velike Britanije in Severne Irske | 2019 | it./angl.        |
| Tovarna                               | Zavod (Завод) / The Factory       | Jurij Bikov                              | Rusija · Francija · Armenija                                                                       | 2018 | rus.             |
| Vitalina Varela                       | Vitalina Varela                   | Pedro Costa                              | Portugalska                                                                                        | 2019 | port.            |
| Zajec Jojo                            | Jojo Rabbit                       | Taika Waititi                            | Nova Zelandija · Češka · Združene države Amerike                                                   | 2019 | angl.            |
| Zombi otrok                           | Zombi Child                       | Bertrand Bonello                         | Francija                                                                                           | 2019 | fr.              |
| Žvižgači                              | La Gomera                         | Corneliu Porumboiu                       | Romunija · Francija · Nemčija · Švedska                                                            | 2019 | rom./špan./angl. |

### Panorama
| Film                               | Izvirni naslov                       | Režija                           | Država                                                | Leto | Jezik                |
| ---------------------------------- | ------------------------------------ | -------------------------------- | ----------------------------------------------------- | ---- | -------------------- |
| Agova hiša                         | Shpia e Agës                         | Lendita Zeqiraj                  | Kosovo · Francija · Hrvaška · Albanija                | 2019 | alb.                 |
| Ajka                               | Ayka (Айка)                          | Sergej Dvorcevoj                 | Kazahstan · Rusija · Poljska · Nemčija · Francija     | 2018 | kirgizij./rus.       |
| Božanska ljubezen                  | Divino amor                          | Gabriel Mascaro                  | Brazilija · Urugvaj · Danska · Norveška               | 2019 | port.                |
| Danska                             | Danmark                              | Kasper Rune Larsen               | Danska                                                | 2017 | dan.                 |
| Dnevi, ki prihajajo                | Els dies que vindran                 | Carlos Marqués-Marcet            | Španija                                               | 2019 | katal.               |
| Dnevnik Diane Budisavljević        | Dnevnik Diane Budisavljević          | Dana Budisavljević               | Hrvaška · Slovenija · Srbija                          | 2019 | hrv./nem.            |
| Foter                              | Baštata (Бащата)                     | Kristina Grozeva, Petar Valčanov | Bolgarija · Grčija                                    | 2019 | bolg.                |
| Joel                               | Joel                                 | Carlos Sorín                     | Argentina                                             | 2018 | špan.                |
| Kraljestvo                         | El reino                             | Rodrigo Sorogoyen                | Španija · Francija                                    | 2018 | špan.                |
| Mlečni zobje                       | Babyteeth                            | Shannon Murphy                   | Avstralija                                            | 2019 | angl.                |
| Nerešeni primer Daga Hammarskjölda | Cold Case Hammarskjöld               | Mads Brügger                     | Danska · Norveška · Švedska · Belgija                 | 2019 | angl./šved./dan./fr. |
| O, čudovita noč                    | O Beautiful Night                    | Xaver Böhm                       | Nemčija                                               | 2019 | nem./kor./rus.       |
| Odpelji me na lepše                | Take Me Somewhere Nice               | Ena Sendijarević                 | Bosna in Hercegovina · Nizozemska                     | 2019 | bos./angl./nor.      |
| Ritem udarcev                      | Beats                                | Brian Welsh                      | Združeno kraljestvo Velike Britanije in Severne Irske | 2019 | angl.                |
| Vsak dan je dober dan              | Nichinichi Kore Kojitsu (日々是好日) | Tatsushi Ohmori                  | Japonska                                              | 2018 | jap.                 |
| Wilcox                             | Wilcox                               | Denis Coté                       | Kanada                                                | 2019 | —                    |
| Zbogom, sin moj                    | Di jiu tian chang (地久天长)         | Wang Xiaoshuai                   | Ljudska republika Kitajska                            | 2019 | kit.                 |

### Fokus: Kubanski film 60
| Film                                                      | Izvirni naslov                               | Režija                                  | Država                                            | Leto | Jezik       |
| --------------------------------------------------------- | -------------------------------------------- | --------------------------------------- | ------------------------------------------------- | ---- | ----------- |
| Do neke točke                                             | Hasta cierto punto                           | Tomás Gutiérrez Alea                    | Kuba                                              | 1983 | špan.       |
| Jagode in čokolada                                        | Fresa y chocolate                            | Tomas Gutiérrez Alea, Juan Carlos Tabío | Kuba · Španija · Mehika · Združene države Amerike | 1993 | špan.       |
| Jaz sem Kuba                                              | Soy Cuba                                     | Mihail Kalatozov                        | Kuba · Sovjetska zveza                            | 1964 | špan./angl. |
| Lucia                                                     | Lucía                                        | Humberto Solás                          | Kuba                                              | 1968 | špan.       |
| Prvi napad z mačeto                                       | La primera carga al machete                  | Manuel Octavio Gómez                    | Kuba                                              | 1969 | špan.       |
| Smrt birokrata                                            | La muerte de un burócrata                    | Tomas Gutiérrez Alea                    | Kuba                                              | 1966 | špan.       |
| Spomini na nerazvitost                                    | Memorias del subdesarrollo                   | Tomas Gutiérrez Alea                    | Kuba                                              | 1968 | špan.       |
| Zadnja večerja                                            | La última cena                               | Tomas Gutiérrez Alea                    | Kuba                                              | 1976 | špan.       |
| Življenje je žvižganje                                    | La vida es silbar                            | Fernando Pérez                          | Kuba · Španija                                    | 1998 | špan.       |
| Santiago Álvarez – 1. sklop                               |                                              |                                         |                                                   |      |             |
| Pozabljena vojna                                          | La guerra olvidada                           | Santiago Álvarez                        | Kuba                                              | 1967 | špan.       |
| 79 pomladi                                                | 79 primaveras                                | Santiago Álvarez                        | Kuba                                              | 1969 | špan./viet. |
| Umreti za domovino pomeni živeti                          | Morir por la patria es vivir                 | Santiago Álvarez                        | Kuba                                              | 1976 | špan.       |
| Santiago Álvarez – 2. sklop                               |                                              |                                         |                                                   |      |             |
| LBJ                                                       | LBJ                                          | Santiago Álvarez                        | Kuba                                              | 1968 |             |
| Panika                                                    | La estampida                                 | Santiago Álvarez                        | Kuba                                              | 1971 | špan.       |
| Čas prašičev                                              | La hora de los cerdos                        | Santiago Álvarez                        | Kuba                                              | 1973 | špan.       |
| Tiger bo skočil in ubil, vendar bo tudi sam umrl ... umrl | El tigre saltó y mató, pero morirá... morirá | Santiago Álvarez                        | Kuba                                              | 1973 | špan.       |

### Ekstravaganca
| Film                      | Izvirni naslov    | Režija           | Država                                                           | Leto | Jezik |
| ------------------------- | ----------------- | ---------------- | ---------------------------------------------------------------- | ---- | ----- |
| Gangster, policist, hudič | Akinjeon (악인전) | Lee Won-Tae      | Južna Koreja                                                     | 2019 | kor.  |
| Nočna izmena              | Morto não fala    | Dennison Ramalho | Brazilija                                                        | 2018 | port. |
| Prva ljubezen             | Hatsukoi (初恋)   | Takashi Miike    | Japonska · Združeno kraljestvo Velike Britanije in Severne Irske | 2019 | jap.  |
| Semiš jakna               | Le daim           | Quentin Dupieux  | Francija                                                         | 2019 | fr.   |
| Zastrupljeni zombiji      | Soy toxico        | Pablo Parés      | Argentina                                                        | 2018 | špan. |

### Kinobalon
| Film                     | Izvirni naslov                    | Režija                     | Država                                       | Leto | Jezik        |
| ------------------------ | --------------------------------- | -------------------------- | -------------------------------------------- | ---- | ------------ |
| Anbessa                  | Anbessa                           | Mo Scarpelli               | Italija · Etiopija · Združene države Amerike | 2019 | amhar.       |
| Kolonija: mularija       | Une colonie                       | Geneviève Dulude-De Celles | Kanada                                       | 2018 | fr.          |
| Loti in izgubljeni zmaji | Lotte ja kadunud lohed            | Heiki Ernits, Janno Poldma | Latvija · Estonija                           | 2019 | latv./eston. |
| Nenavaden teden s Tesso  | Mijn bijzonder rare week met Tess | Steven Wouterlood          | Nizozemska                                   | 2019 | niz./nem.    |
| Proč s čarovnico         | Zlogonje                          | Rasko Miljković            | Srbija · Makedonija                          | 2018 | srb.         |
| Taiki                    | Taiki                             | Mirjam de With             | Nizozemska                                   | 2019 | niz./šved.   |

### Posvečeno: Abel Ferrara
| Film             | Izvirni naslov     | Režija       | Država                       | Leto | Jezik         |
| ---------------- | ------------------ | ------------ | ---------------------------- | ---- | ------------- |
| Angel maščevanja | Angel of Vengeance | Abel Ferrara | Združene države Amerike      | 1981 | angl.         |
| Pasolini         | Pasolini           | Abel Ferrara | Italija · Francija · Belgija | 2014 | angl./fr./it. |
| Tatovi teles     | Body Snatchers     | Abel Ferrara | Združene države Amerike      | 1993 | angl.         |

### Retrospektiva: Agnès Varda
| Film                    | Izvirni naslov                | Režija      | Država             | Leto | Jezik           |
| ----------------------- | ----------------------------- | ----------- | ------------------ | ---- | --------------- |
| Agnes o Vardi           | Varda par Agnès               | Agnès Varda | Francija           | 2019 | fr./angl.       |
| Brez strehe in zakona   | Sans toit ni loi              | Agnès Varda | Francija           | 1985 | fr./arab./angl. |
| Cléo od petih do sedmih | Cléo from 5 to 7              | Agnès Varda | Francija · Italija | 1962 | fr.             |
| Gospodične imajo 25 let | Les demoiselles ont eu 25 ans | Agnès Varda | Francija           | 1993 | fr.             |
| Jacquot iz Nantesa      | Jacquot de Nantes             | Agnès Varda | Francija           | 1991 | fr.             |
| Sreča                   | Le bonheur                    | Agnès Varda | Francija           | 1965 | fr.             |
| Vas na obali            | La Pointe-Courte              | Agnès Varda | Francija           | 1955 | fr.             |

### Evropa na kratko
| Film                                   | Izvirni naslov                               | Režija                | Država                                                                     | Leto |
| -------------------------------------- | -------------------------------------------- | --------------------- | -------------------------------------------------------------------------- | ---- |
| 1. sklop                               |                                              |                       |                                                                            |      |
| Avenija Patision                       | Leoforos Patision                            | Thanasis Neofotistos  | Grčija                                                                     | 2018 |
| Brez naslova (zažgana guma na asfaltu) | Untitled (burned rubber on asphalt)          | Tinja Ruusuvuori      | Finska                                                                     | 2018 |
| Potop                                  | The Flood                                    | Kristijan Krajnčan    | Slovenija                                                                  | 2019 |
| Mačji dnevi                            | Neko no Hi                                   | Jon Frickey           | Nemčija                                                                    | 2018 |
| Eksces bo naša odrešitev               | Excess Will Save Us                          | Morgane Dziurla-Petit | Švedska · Francija                                                         | 2019 |
| Sodobno gibanje                        | Mudanza contemporánea                        | Teo Guillem           | Španija                                                                    | 2019 |
| 2. sklop                               |                                              |                       |                                                                            |      |
| Padec                                  | La chute                                     | Boris Labbé           | Francija                                                                   | 2018 |
| Božično darilo                         | Cadoul de Craciun                            | Bogdan Muresanu       | Romunija                                                                   | 2018 |
| Zombiji                                | Zombies                                      | Baloji                | Republika Kongo · Belgija                                                  | 2019 |
| Všteto v ceno                          | All Inclusive                                | Corina Schwingruber   | Švica                                                                      | 2018 |
| Fant zaprosi svoje dekle na gori       | Guy Proposes to His Girlfriend on a Mountain | Bernhard Wenger       | Avstrija                                                                   | 2019 |
| Sakke                                  | Sakke                                        | Anssi Kasitonni       | Finska                                                                     | 2018 |
| 3. sklop                               |                                              |                       |                                                                            |      |
| Zvok padanja                           | The Sound of Falling                         | Chien-Yu Lin          | Združeno kraljestvo Velike Britanije in Severne Irske · Tajvan · Kolumbija | 2019 |
| III                                    | III                                          | Marta Pajek           | Poljska                                                                    | 2018 |
| Jezdeci                                | Kryzoki                                      | Anna Gawlita          | Poljska                                                                    | 2018 |
| Čistilka                               | Siivooja                                     | Teemu Nikki           | Finska                                                                     | 2018 |
| Lani, ko je vlak šel mimo              | L'an dernier quand le train passait          | Pang-Chuan Huang      | Francija                                                                   | 2018 |
| Zasaditi zastavo                       | To Plant a Flag                              | Bobbie Peers          | Norveška                                                                   | 2018 |